# Lisa esküvője
A Lisa esküvője A Simpson család című rajzfilmsorozat 6. évadának 19. része, melyet először 1995. március 19-én vetítettek. Magyarországon 2001. január 20-án mutatta be a Viasat3 A cselekmény Lisának egy karneváli jósnál tett látogatásáról és a jövőbeni szerelméről szóló történet körül forog. A szövegkönyvet Greg Daniels írta, a filmet Jim Reardon rendezte. Hugh Parkfield szerepében Mandy Patinkin látható, Troy McClure figuráját pedig Phil Hartman alakítja. Az epizód 1995-ben elnyerte az Emmy-díj Kiemelkedő animációs program kategóriájában kiosztott díjat, így ez lett a sorozat harmadik kitüntetett része.

## Cselekmény
A történet elején a Simpson család elmegy egy középkor idéző fesztiválra. Homer nyolc különböző ételből evett, majd a szégyenkező Lisa elkószál, s egy jövendőmondó fülkét talál. Bár kezdetben szkeptikus volt, a jövendőmondó úgy próbálja megszerezni bizalmát, hogy a Simpson család összes tagjának megmondja a nevét. Ezután tarot kártyák segítségével előrejelzi Lisa jövőjét, és azt állítja, megmondja Lisának életének igaz történetét.
A történet 2010-ben egy Keleti Egyetemen folytatódik, Lisa 23 éves korában. Itt szerelmes lesz egy brit hallgatóba, Hugh Parkfieldbe. A pár először a könyvtárban összeveszik egy könyvön, majd őrülten szerelmesek lesznek. Felismerik, hogy számos közös tulajdonságuk van, s Hugh meghívja Lisát angliai otthonába, hogy találkozzék a családjával. Hugh megkérte Lisa kezét, amit ő azonnal el is fogadott.
Másnap Lisa hazatelefonál, hogy elújságolja Marge-nak a agy hírt, aki megígéri, mindent megtesz, hogy Homer ne tegye tönkre az esküvőt. Marge még mindig háztartásbeli, Bart egy építkezési rombolási szakértőként dolgozik, s tervei között szerepel egy jogi egyetem elvégzése. Maggie egy tinédzser, akinek soha nem áll be a szája (bár akárhányszor megszólal a részben, mindig mondandójába vágnak). Homer még mindig Milhouse felügyelete alatt a Sprinfieldi Atomerőmű 7G szektorában dolgozik. Lisa és Hugh Springfieldbe utaznak, s ekkor Lisa attól tart, hogy családja zavarba fogja hozni. A dolgok rosszul kezdődnek, mikor Homer és Bart tűzre vetik a brit zászlót.
A vacsoránál Lisa azt tervezi, hogy elmegy méretre igazíttatni az esküvői ruháját, Homer pedig úgy dönt, elviszi Hughot Moe kocsmájába. Míg ott vannak, Homer megajándékozza Hughot egy pár ízléstelen kézelőgombbal (az egyik egy menyasszonynak, a másik egy vőlegénynek öltözött disznót ábrázol), melyet minden házasulandó Simpson férfinak viselnie kell. Homer megkéri a vőlegényt, hogy folytassa a hagyományt. Hugh vonakodva bár, de ígéretet tesz. Aznap késő este Lisa egyszerű módon bocsánatot kér családja viselkedéséért, s bár a vőlegény azt válaszolja, ez semmiség, mégis egész éjszaka ébren maradt, s gondolkodott. Az esküvő napján Homer beszél Lisával, aki észrevette, hogy Hugh nem viseli a kézelőgombokat. Lisa megkeresi Hughot, s megkéri, hogy vegye fel azokat. Ő ebbe beleegyezik, de eltervezi, hogy az esküvő után megszöknek, Angliába költöznek, s soha többé nem látják Lisa családját. Lisa emiatt mérges lesz., s lefújja az esküvőt.
Ezután ismét a jelenben játszódik a történet. A jövendőmondó elmeséli, hogy Hugh vissza fog térni Angliába, s ezt Lisa sehogy sem tudja megakadályozni, bár meglepődöttnek kellene majd lennie. Lisa megkérdezi a jövendőmondót, a valódi szerelméről is. Erre a jós elmondja, hogy ő olyan kapcsolatok megjövendölésére specializálódott, melyek balul sülnek el. Lisa otthagyja a jóst, és megtalálja apját, aki a vásárban szerzett élményeiről mesél. Kéz a kézben távoznak, miközben Lisa elégedetten, boldogan és nagy figyelemmel hallgatja a beszámolót.

## Produkció
Az epizód ötlete James L. Brooksé volt, aki meghívta David Mirkint, és az ő ötlete volt az utazás a jövőbe, Lisa esküvőjének elképzelése, s ő találta ki azt is, hogy a család miatt hiúsul meg a nász. Mivel nehéznek ítélte meg a rész megírását, ezért a munkával Greg Danielst bízta meg, aki nagy örömmel vette a felkérést, s azt mondta, ennek a résznek a megírása a tervezettnél sokkal könnyebb és vidámabb feladat volt. A műsorban szereplő kézelőgombok eredetileg nem szerepeltek a tervben, de mivel az író úgy gondolta, valaminek be kell mutatnia Hughnak a családdal szemben táplált ellenszenvét, ezért beleírta a forgatókönyvbe. A rész végén hallható dalt a korhűség kedvéért Alf Clausen átdolgozta, s így egy hárfa is belekerült.
A részben mindent újra kellett tervezni. Át kellett alakítani a hátteret, s minden szereplőt korának megfelelően újra meg kellett formálni. A felnőttek általában nehezebbek lettek, ráncok jelentek meg arcaikon, és kevesebb lett a hajuk. Homeron keveset módosítottak. Kicsit nehezebb lett, eltüntettek egy hajszálat, s a szeme alatt egy újabb ránc nőtt ki. Krusty kinézete Groucho Marxén alapszik. Az éjszakai eget szándékosan kicsit vörösebbre rajzolták meg, ezzel arra akartak utalni, hogy 2010-ben a levegő sokkal szennyezettebb lesz. Nancy Cartwright hangját Bart szerepében néhány fokkal elektronikusan mélyítették.
A három, jövőben játszódó epizód közül ez az első. A második a sorozat 11. évadjához tartozó Bart a jövőben című rész, míg a harmadik, a 16. évad 8 évvel később című része. Míg a Lisa esküvője valamint a 8 évvel később is kapott Emmy-jelölést, addig a Bart a jövőben című részt a legrosszabb epizódok közé sorolják.

## Utalások
Az epizódban megemlítik az a "40 klasszikus filmet, melyben Jim Carrey játszotta a főszerepet". Ezek közé tartozik A Maszk és az Ace Ventura 2. – Hív a természet című filmek. David Mirkin szerint ez annak a kifigurázása volt, milyen nagyszerűek voltak abban az időben Carrey filmjei, s hogy színészként nem aratott nagy sikert. Az autó hangja megegyezett a The Jetsons szituációs komédiára épülő animációs filmben használttal. A csuklókommunikátorok ugyanolyan hangot adnak ki, mint a Star Trekben használtak. A jövőnek az ebben a részben bemutatott változatában az American Broadcasting Company felvásárolja a négy nagy televíziót, s ezeket egybeolvasztva létrehozza a CNNBCBS társaságot. Ugyanakkor a Fox fokozatosan kemény pornót sugárzó csatorna lett. Lisa és Hugh románcának kezdete hasonlít a Love Storynak az ugyanezt bemutató részére. Hugh Parkfield egy paródia az angol színész, Hugh Grant. Martin Prince sorsa Az Operaház Fantomjáénak a paródiája. Orgonán Walter Murphy "A Fifth of Beethoven" című paródiáját játssza, melynek eredetije Beethoven V. szimfóniája.

## Fogadtatás
A Lisa esküvője 1995-ben elnyerte a Kiemelkedő animációs programért járó Emmy-díjat, s ezzel ez lett A Simpson család harmadik díjnyertes epizódja. James L. Brooksnak ez a kedvenc epizódja. Szerinte ezt a részt írták meg a legjobban. S a Simpson-részek közül ezt értékelte az egyik legtöbbre. A Lisa esküvője által kiváltott érzelmi hatás a 2. évadban sugárzott Lisa helyettese című rész által kiváltotthoz hasonlítható. A The Quindecim című főiskolai újság felállította A Simpson család 25 legjobb részének saját válogatását, ahol ez a rész érte el a legjobb helyezést. Megkritizálták az Entertainment Weekly 25-ös listáját is mivel azon ez nem szerepelt. Szerintük ez olyan, mintha a Sixtus-kápolnát hagynák ki Michelangelo legjobb munkáinak sorából. Ezek nemcsak könyvtámasznak jók, hanem nagyszerűen szórakoztatóak, a show teljes ideje alatt a leginkább megérintő részek közé tartozik.
A Hugh szerepét eljátszó Mandy Patinkin Chris Turner író Planet Simpson című könyve szerint A Simpson család egyik legjobb vendégsztárja. A sorozat legjobb vendégcsillagai legtöbbször kevésbé ismert sztárok. Az Entertainment Weekly egyik 200. májusi cikke szerint Patinkin volt az egyik legjobb vendégszereplő A Simpson családban. A The Daily Telegraph szerint ez az epizód a 10 legjobb televíziós epizódja volt a sorozatnak.

## Fordítás
- Ez a szócikk részben vagy egészben  a   Lisa's Wedding című angol Wikipédia-szócikk fordításán alapul.  Az eredeti cikk szerkesztőit annak laptörténete sorolja fel. Ez a jelzés csupán a megfogalmazás eredetét és a szerzői jogokat jelzi, nem szolgál a cikkben szereplő információk forrásmegjelöléseként.